# Morte materna
Morte materna é a morte de uma mulher durante a gravidez ou nos 42 dias seguintes ao termo da gravidez, independentemente da duração e do local da gravidez, e a partir de qualquer causa relacionada ou agravada pela gravidez ou seu tratamento, mas não de causas acidentais.
As principais causas são hemorragias pós-parto (15%), complicações de abortos inseguros (15%), doenças hipertensivas da gravidez (10%), infeções puerperais (8%) e parto distócico (6%). Entre outras possíveis causas estão embolias (3%) e condições preexistentes (28%). A morte da mãe resulta em famílias mais vulneráveis. Quando a criança sobrevive ao nascimento, está em risco acrescido de morrer antes do segundo aniversário.
As Nações Unidas estimam que em 2013 tenham morrido 289 000 mulheres por causas relacionadas com a gravidez ou parto. Entre 1990 e 2017, a taxa de mortalidade materna diminuiu 44%. Esta diminuição deveu-se à melhoria no acesso ao planeamento familiar e a melhor preparação dos profissionais de saúde. No entanto, ainda existe elevada mortalidade materna em algumas regiões do mundo, principalmente em comunidades mais pobres, 85% das quais em África ou no sul da Ásia.